# Emerologia
L'emerologia o cronomanzia è l'arte divinatoria, di ambito strettamente religioso, il cui scopo è di individuare i giorni fasti e nefasti per diversi ambiti delle attività umane.
Il classico prodotto della cronomanzia è l'emerologio (pubblicazione simile a un almanacco) nel quale, in corrispondenza ai vari giorni dell'anno, si specifica quali attività sono consigliate e quali sono sconsigliate.
Il più completo emerologio della civiltà mesopotamica, scritto in lingua accadica, è conosciuto dalle prime due parole Iqqur ipus che significa "si demolisce, si costruisce". È distinto in due serie: la prima serie è ordinata per attività, la seconda serie è ordinata secondo il calendario.
La cronomanzia e gli emerologi si riscontrano anche nella civiltà romana (in italiano le parole "fasto" e "nefasto" derivano dai concetti religiosi di fas e nefas), nella civiltà indiana e nella civiltà cinese.